# Cathleen Naundorf
Cathleen Naundorf (nacida el 13 de abril de 1968 en Weißenfels) es una artista contemporánea y fotógrafa de arte. Vive en París y Londres.

## Vida
Nacido en Weißenfels, Naundorf se trasladó de la República Democrática Alemana a la República Federal de Alemania en 1985. De 1990 a 1992 estudié en Múnich en la Städtische Hochschule für Gestaltung, especializándome en gráficos, pintura y fotografía.
A partir de 1990, Naundorf visitó estudios fotográficos en Múnich, Berlín, París, Nueva York y Singapur. A principios de la década de 1990 viajó como fotógrafo de reportajes por encargo de varias editoriales.
De 1989, Naundorf centró su interés creativo y dirección de arte en fotografía de moda desplazándose entre proyectos en Ciudad de Nueva York y París. 
Se instaló definitivamente en París en 1998 y abrió su estudio y un segundo estudio en Londres en 2015.

## Fotografía
Sus primeros trabajos como fotógrafa de reportajes se centraron en grupos étnicos de Asia Central y Asia Oriental y de Sudamérica. Vivió y trabajó con pueblos indígenas como los yanomami, los mongoles y los kazajos en el altiplano de Altái y con chamanes en Yakutia, Siberia. Sus fotografías se han publicado en National Geographic, GEO y Globo.
A finales de los años 80, Naundorf conoció en Nueva York al fotógrafo de moda Horst P. Horst, que se convirtió en su mentor. En 1997, empezó a fotografiar entre bastidores para Condé Nast durante varios desfiles de moda en París.
Naundorf trabajó en series fotográficas con el título provisional "Un rêve de mode", centradas en casas de moda de alta costura como Dior, Chanel, Valentino, Gaultier, Elie Saab y Armani.
Una colaboración con la Réunion des Musées Nationaux dio lugar a series fotográficas realizadas en el Grand Palais, en el Museo Nacional de Historia Natural, así como a series en el Château de Malmaison. Las obras fusionan la arquitectura histórica francesa con temas de moda parisina. A partir de 2010, Naundorf trabajó con el Museo Rodin de París y en el Museo Rodin de Meudon.
Colaboró en varias ocasiones con el diseñador de interiores Didier Gomez y el Hotel Sofitel Paris, así como con joyeros parisinos. Desde 2012, Naundorf ha trabajado con Valentino Garavani en varios proyectos como "An Italian Story - Au Chateau de Wideville" y la campaña para el proyecto de exposición de Valentino en Somerset House. En 2014 siguieron varios proyectos con el Victoria and Albert Museum, como la exposición "Horst - Photographer of Style".
Desde el año 2000 trabaja, entre otros, para Vogue, Tatler y Harper's Bazaar.
Las obras de sus colaboraciones con casas de moda como Dior, Valentino, Chanel y Armani se publicaron en el libro de fotos Haute Couture. The Polaroids of Cathleen Naundorf en 2012.
La publicación en 2018 de Women of Singular beauty - Chanel Haute Couture de Cathleen Naundorf abarcó más de 15 años de colaboración de Naundorf con la casa de moda Chanel.
En 2016 ganó el American Photography Award.
En 2018 Fotografiska en Estocolmo expuso bajo el título Tiempos secretos, 100 fotografías de gran tamaño, su cámara, diarios privados y escenografía.
Las fotografías de Naundorf se encuentran en colecciones públicas y privadas, como el Metropolitan Museum of Art de Nueva York, el Victoria and Albert Museum de Londres y el Musée Rodin de París.

## Exposiciones

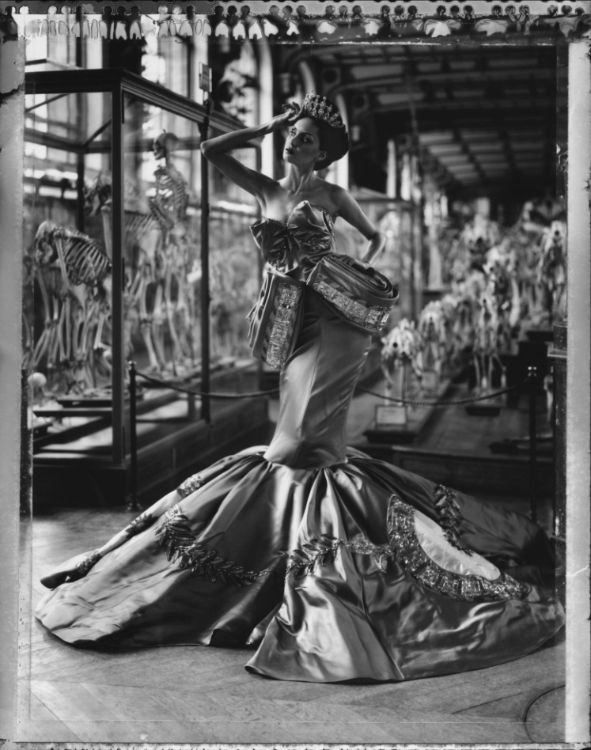
Cathleen Naundorf: La Evolución de Moda I, (Dior)

Exposiciones individuales seleccionadas
- Tiempos secretos - Cathleen Naundorf. Fotografiska, Estocolmo, 2018 El juego del llanto - Cathleen Naundorf. Izzy Gallery, Toronto, 2018  Cathleen Naundorf. Edwynn Houk Gallery, Nueva York, 2016  Cathleen Naundorf: El arca de Noé. Hamiltons Gallery, Londres, 2015  Cathleen Naundorf. Galería Edwynn Houk, Zúrich, 2015  Cathleen Naundorf - Alta Costura. Fahey Klein Gallery, Los Ángeles, 2014  Las Polaroids de Cathleen Naundorf. Holden Luntz Gallery, Palm Beach, 2014  Un sueño de moda - Cathleen Naundorf. Hamiltons Gallery, Londres 2012  Fotografie Cahtleen Naundorf. Museo Weissenfels, 2011  Cathleen Naundorf. Arte + Moda. Museo Kleinhues Bau, Kornwestheim, 2010

Selección de exposiciones colectivas
- Como un fresco. Yves Klein, Anish Kapoor, Cathleen Naundorf, Ellen von Unwerth. Opera Gallery Beirut, 2020 Fotografía de moda. Peter Lindbergh, Erwin Olaf, Cathleen Naundorf, Paolo Roversi, Albert Watson. Izzy Gallery, Toronto, 2017  Allure. Richard Avedon, Lillian Bassman, Horst P. Horst, Sarah Moon, Cathleen Naundorf, Helmut Newton, Erwin Olaf, Paolo Roversi. C/O Berlín, 2016  Fotografía artística. Richard Avedon, Peter Beard, Cathleen Naundorf, Irving Penn. Izzy Gallery, Toronto, 2015  Augenblicke der Photographie. Nick Brandt, Horst P. Horst, Annie Leibovitz, Cathleen Naundorf, Helmut Newton, Irvin Penn, Jeanloup Sieff. Neumeister /Bernheimer, Múnich, 2011  La arquitectura de la moda - tres generaciones de fotografía de moda, George Honingen-Huene, Horst P. Horst, Cathleen Naundorf. Holden Luntz Gallery, Palm Beach, 2010  Mirando la belleza. George Honingen-Huene, Horst P. Horst, Cathleen Naundorf, Herb Ritts, Melvin Sokolsky. Holden Luntz Gallery, Palm Beach, 2009  La moda es grande. Patrick Demarchelier, George Honingen-Huene, Frank Horvat, Horst P. Horst, William Klein, Cathleen Naundorf, Herb Ritts, Albert Watson. Holden Luntz Gallery, Palm Beach, 2008  Mujeres en plural. Bill Brandt, Robert Frank, Cathleen Naundorf, Irving Penn, Man Ray, Fundación Canal, Madrid, 2008

## Publicaciones
- Naundorf, Cathleen; Harder, Matthias (2012). Stehmann, Ira (ed.). Haute Couture. The Polaroids of Cathleen Naundorf. Nueva York, München: Prestel. ISBN 978-3-7913-51551. Naundorf, Cathleen; Neutres, Jérôme (2018). Mujeres de belleza singular: Chanel Haute Couture de Cathleen Naundorf. Nueva York: Rizzoli. ISBN 978-0-8478-6348-8.  Naundorf, Cathleen; Neutres, Jérôme (2018). Beauté singulière: Chanel haute couture par Cathleen Naundorf. Nueva York: Rizzoli. ISBN 978-0-8478-6205-4.